# Johannes Thabor
Johannes Thabor (* 3. Oktober 1878 in Oberrod; † 27. August 1949 in Krefeld) war ein deutscher sozialdemokratischer Politiker.

## Leben und Wirken
Thabor war Maurer und arbeitete bis 1908 in diesem Beruf zuletzt als Polier. Er kam ursprünglich aus der katholischen Jugendbewegung, trat aber 1897 den freien Gewerkschaften und 1901 der SPD bei. Bereits ein Jahr später war er Vorsitzender der Partei in Krefeld und Vorsitzender des Aufsichtsrates des Konsumvereins Niederrhein. Zwischen 1903 und 1904 war Thabor Vorsitzender des Gewerkschaftskartells in Köln und zwischen 1905 und 1908 Vorstandsmitglied der SPD in Solingen. Von 1908 bis 1924 war er zunächst Vorsitzender des Maurerverbandes und dann des Bauarbeiterverbandes in Krefeld. Anschließend war er bis 1927 Geschäftsführer der Bauhütte in Krefeld. Danach arbeitete er dort als Vertreter der Berliner Heimbau-Beamtensiedlungsgenossenschaft.
Von 1908 bis 1918 war Thabor erneut Vorsitzender der SPD in Krefeld. Während der Novemberrevolution war er dort Mitglied des Arbeiter- und Soldatenrats. Außerdem nahm er 1918/19 an den beiden Reichsrätekongressen teil. Von 1923 bis 1927 war er noch einmal Vorsitzender der SPD in Krefeld.
Thabor wurde 1919 zum Mitglied der Weimarer Nationalversammlung gewählt und gehörte danach bis November 1932 dem Reichstag an. Nach dem Beginn der nationalsozialistischen Herrschaft wurde er festgenommen und im Juli 1933 zu acht Monaten Gefängnis verurteilt. Später war er mehrfach in „Schutzhaft“.
Nach dem Zweiten Weltkrieg engagierte sich Thabor wieder in der SPD. Seit 1945 war er Mitglied des Kreistags von Kempen/Krefeld sowie Mitglied des Stadtrats von St. Toenis. Außerdem gehörte er 1946 und 1947 den beiden ernannten Landtagen von Nordrhein-Westfalen an. Kurz vor seinem Tod kandidierte Thabor 1949 für den Bundestag.